# St. Mark’s Episcopal Cathedral (Minneapolis)

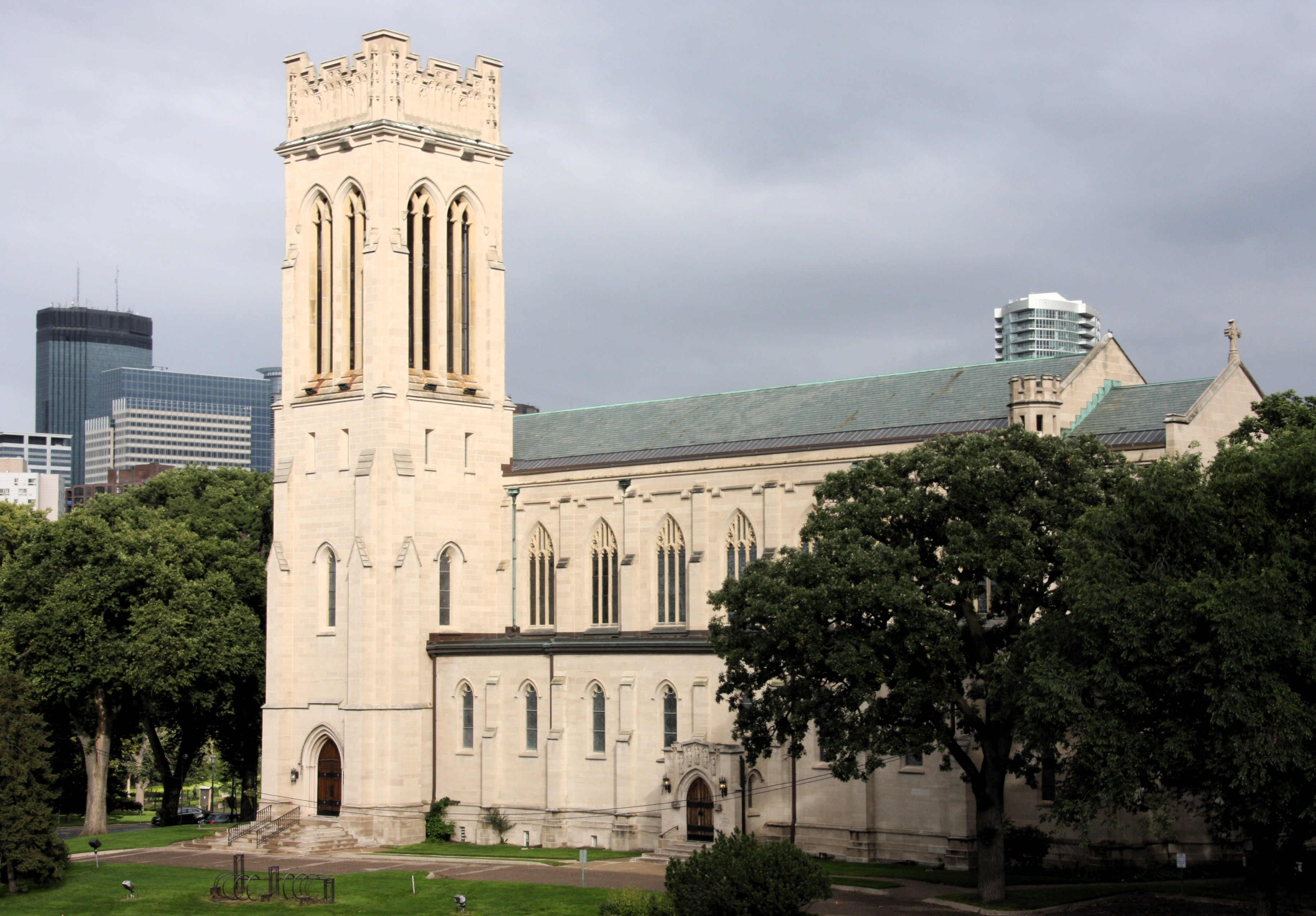
St. Mark’s Episcopal Cathedral

Die St. Mark’s Episcopal Cathedral ist ein Kirchengebäude der Episkopalkirche in Minneapolis im US-Bundesstaat Minnesota.
Sie ist eine von zwei Kathedralen in der Diözese von Minnesota.

## Geschichte
St. Mark’s wurde von Gemeindemitglied und Architekt Edwin Hawley Hewitt in neugotischem Baustil entworfen und unweit des Stadtzentrums am Loring Park erbaut. Die offizielle Eröffnung fand 1910 statt. Innerhalb von wenigen Jahren stieg die Anzahl der Gemeindemitglieder auf über Tausend. Ihren Status als Kathedrale erhielt St. Mark’s erst im Jahre 1941, als der Bischofssitz von der Cathedral of Our Merciful Saviour in Faribault nach Minneapolis verlegt wurde.
Die Kathedrale war 1976 Austragungsort der General Convention der Episkopalkirche, welcher die Ordination von Frauen erlaubte und das Book of Common Prayer in den Vereinigten Staaten in der gegenwärtigen Ausführung annahm. Nachdem es im Vorfeld heftige Auseinandersetzungen über die Frage gegeben hatte, ob praktizierende Homosexuelle zum Bischof geweiht werden dürfen, wählte die Episkopalkirche auf der General Convention 2003 in St. Mark’s mit Gene Robinson erstmals einen offen homosexuellen Geistlichen zum Bischof der Diözese von New Hampshire.

## Ausstattung
Die Geschichte der Orgeln in der Kathedrale reicht zurück in das 19. Jahrhundert. Das heutige Instrument wurde im Jahre 2013 von der Orgelbaufirma Foley-Baker Inc. errichtet, unter Wiederverwendung von Pfeifenmaterial der Vorgängerinstrumente, insbesondere von den Orgelbauern Welte (1928), Kimball (1930) und M.P.Moeller (1961/1965/1976). Die Orgel hat 87 Register verteilt auf vier Manualwerke (Haupt-, Schwell-, Chor- und Solowerk) und Pedal. Zusätzlich verfügt das Instrument über ein Positiv, das als „floating division“ an alle Manualwerke angekoppelt werden kann, und über eine „Antiphonal Organ“ mit Haupt- und Pedalwerk. Die Spiel- und Registertrakturen sind elektropneumatisch.
| I Great Organ C–c4    |         |     |
| Double Open Diapason0 | 16′     | (n) |
| Open Diapason         | 08′     | (W) |
| Principal             | 08′     | (n) |
| Gemshorn              | 08′     | (M) |
| Rohrflute             | 08′     | (M) |
| Harmonic Flute        | 08′     | (n) |
| Octave                | 04′     | (n) |
| Spitzflute            | 04′     | (M) |
| Twelfth               | 02 ⁄3′0 | (n) |
| Fifteenth             | 02′     | (n) |
| Founiture IV          |         | (n) |
| Cornet III            |         | (n) |
| Double Trumpet        | 16′     | (n) |
| Trumpet               | 08′     | (n) |
| Clarion               | 04′     | (n) |
| Tremolo               |         |     |
| Chimes                |         |     |
| Harp                  |         |     |

| II Swell Organ C–c4 |      |     |
| Double Melodia      | 16′  | (W) |
| Open Diapason       | 08′  | (W) |
| Stopped Diapason0   | 08′  | (n) |
| Gamba               | 08′  | (n) |
| Gamba Celeste       | 08′  | (n) |
| Dolce               | 08′  | (M) |
| Dolce Celeste       | 08′  | (M) |
| Octave              | 04′  | (W) |
| Harmonic Flute      | 04′0 | (n) |
| Principal           | 02′  | (M) |
| Mixture IV-V        |      | (M) |
| Oboe                | 08′  | (W) |
| Vox Humana          | 08′  | (W) |
| Posaune             | 16′  | (W) |
| Trumpet             | 08′  | (W) |
| Clarion             | 04′  | (W) |
| Tremolo             |      |     |

| III Choir Organ C–c4 |         |     |
| Diapason             | 16′     | (W) |
| Gedeckt              | 08′     | (M) |
| Viole                | 08′     | (M) |
| Viole Celeste        | 08′     | (M) |
| Octave               | 04′     | (M) |
| Koppelflote          | 04′     | (M) |
| Nazard               | 02 ⁄3′0 | (M) |
| Blockflote           | 02′     | (M) |
| Tierce               | 01 3⁄5′ | (M) |
| Sifflote             | 01′     | (M) |
| Petite Trompette 0   | 16′     | (M) |
| Trompette (Ext)      | 08′     |     |
| English Horn         | 08′     | (M) |
| Harp                 |         |     |

| IV Solo Organ C–c4    |       |     |
| Contra Viole (Ext)    | 16′   |     |
| Claribella            | 08′   | (W) |
| Viole da Gamba        | 08′   | (M) |
| Viole                 | 08′   | (K) |
| Viole Celeste         | 08′   | (K) |
| Viole (Ext)           | 04′   |     |
| Corno d’Amour         | 08′   | (K) |
| Clarinet              | 08′   | (K) |
| Trompette Harmonique0 | 08′ 0 | (M) |
| Clarion Harmonique    | 04′   | (M) |
| Tuba                  | 08′   | (W) |
| Tremolo               |       |     |

| Positiv (Floating) C–c4 |       |     |
| Copula                  | 08′   | (M) |
| Flachtflöte             | 04′ 0 | (M) |
| Principal               | 02′   | (M) |
| Scharff IV              |       | (M) |
| Krummhorn0              | 08′   | (M) |

| Pedal Organ C–g1   |       |     |
| Bourdon            | 32′   |     |
| Lieblich Gedeckt   | 32′   |     |
| Open Wood          | 16′   | (W) |
| Principal          | 16′   | (W) |
| Bourdon            | 16′   | (W) |
| Double Melodia     | 16′   |     |
| Gamba              | 16′   | (W) |
| Principal (Ext)    | 08′   |     |
| Bourdon (Ext)      | 08′   |     |
| Gamba (Ext)        | 08′   |     |
| Choral Bass        | 04′   | (M) |
| Bourdon (Ext)      | 04′   |     |
| Principal (Ext)    | 02′   |     |
| Contra Bombarde    | 32′ 0 | (M) |
| Bombarde           | 16′   | (M) |
| Double Trompette 0 | 16′   |     |
| Posaune            | 16′   |     |
| Bombarde (Ext)     | 08′   |     |
| Trompette (Ext)    | 08′   |     |
| Bombarde (Ext)     | 08′   |     |

| Antiphonal Great Organ C–c4 |     |
| Principal                   | 08′ |
| Principal                   | 04′ |
| Principal                   | 02′ |

| Antiphonal Pedal Organ C–g1 |     |
| Bourdon                     | 16′ |
| Flute                       | 08′ |

- Anmerkungen:

(W) = Original erhaltenes Register von Welte Organ Co. (1928/1929)
(K) = Original erhaltenes Register von Kimball Organ Co. (1930)
(M) = Original erhaltenes Register von M.P.Moeller Organ Co. (1961/1965/1976)
(n) = Neues Register bzw. Pfeifenmaterial von Foley-Baker Inc. (2013)

1. 1 2 3 4 5  Digitales Register.
2. 1 2  Transmission aus dem Schwellwerk (Swell Organ).
3. ↑  Transmission aus dem Chorwerk (Choir Organ).